# Plinio Antolini
Pour les articles homonymes, voir Antolini.
Plinio Antolini (né le 21 octobre 1920 à Breonio, frazione de la commune de Fumane, dans la province de Vérone et mort le 1er juin 2012  à Pescantina) est un astronome amateur italien, pharmacien de profession.

## Biographie
Après avoir réussi ses études de pharmacie à l'université de Bologne en 1945, Plinio Antolini ouvrit sa propre affaire à Pescantina. À proximité de son commerce, il créa et développa son propre observatoire privé, l'observatoire Pleiade.
Le Centre des planètes mineures le crédite de la découverte de quatre astéroïdes, effectuée entre 1994 et 1996 en partie avec la collaboration de Flavio Castellani et de Giovanni Zonaro.